# Кайдозеро
Кайдозеро — пресноводное озеро на территории Подпорожского городского поселения Подпорожского района Ленинградской области.

## Общие сведения
Площадь озера — 0,6 км², площадь водосборного бассейна — 6,2 км². Располагается на высоте 106,8 метров над уровнем моря.
Форма озера лопастная, продолговатая: оно почти на три километра вытянуто с юго-запада на северо-восток. Берега изрезанные, каменисто-песчаные, преимущественно возвышенные.
С северной стороны Кайдозера вытекает безымянный водоток, втекающий в Ревручей, который впадает в реку Пай. Пай, в свою очередь, втекает в реку Ивенку (ниже — Ивину), впадающую в Верхнесвирское водохранилище, через которое протекает река Свирь.
Населённые пункты вблизи водоёма отсутствуют.
Код объекта в государственном водном реестре — 01040100711102000015044.